# Luitpold Debus
Luitpold Debus (* 12. März 1908 in Eisenberg; † 20. März 1962 in Halle an der Saale) war ein deutscher Widerstandskämpfer gegen den Nationalsozialismus. Er gehörte dem Roten Stoßtrupp an.

## Leben
Luitpold Debus lernte nach der Schule Klempner und Installateur, brach diese Lehre jedoch ab. Gewerkschaftlich aktiv war er im Fabrikarbeiterverband und im Textilarbeiterverband. Ab 1921 war er Mitglied in der Sozialistischen Arbeiter-Jugend, dem Reichsbanner Schwarz-Rot-Gold und zuletzt in der SPD. Er schrieb sich an der Deutschen Hochschule für Politik ein, musste sein Studium jedoch abbrechen. Stattdessen ließ er sich zum Elektroschweißer umschulen und arbeitete als technischer Zeichner.
Für den Roten Stoßtrupp wurde er von Karl König und Karl Zinn angelernt. Er beteiligte sich in Güsten und Bernburg an Verteilaktionen sowie an der Herstellung der Zeitung. Auch nahm er an verschiedenen Redaktionssitzungen teil. Debus wurde mehrfach festgenommen, jedoch auf Grund mangelnder Beweise immer wieder freigelassen. Eine längere Haftstrafe saß er von März bis zum 15. Juni 1934 im Konzentrationslager Roßlau ab. Die Gestapo hatte einen systemkritischen Brief abgefangen. Er wurde außerdem gezwungen, im Prozess gegen Karl Zinn und andere als Zeuge auszusagen. Im Zweiten Weltkrieg wurde er als Flakhelfer eingesetzt.
Nach dem Zweiten Weltkrieg ließ er sich in der DDR nieder, wo er der KPD und später der SED angehörte, für die er Kreisvorsitzender in Bernburg und Parteitagsdelegierter wurde. Außerdem engagierte er sich in der Gesellschaft für Deutsch-Sowjetische Freundschaft, dem Kulturbund der DDR, der Vereinigung der gegenseitigen Bauernhilfe sowie in der Vereinigung der Verfolgten des Naziregimes (VVN). Beruflich war er Abteilungsleiter im VEB Nagema in Staßfurt. Er verstarb 1962.